# Butterflies & Hurricanes
Butterflies & Hurricanes è un singolo del gruppo musicale britannico Muse, pubblicato il 20 settembre 2004 come quinto estratto dal terzo album in studio Absolution.

## La canzone
Il testo del brano è ispirato all'effetto farfalla della teoria del caos che analizza come gli individui possono fare una differenza enorme con poco. Durante il bridge del brano Matthew Bellamy esegue un interludio di pianoforte, ispirato al compositore e pianista russo Rachmaninoff. Esistono diverse versioni del brano tra le quali la registrazione originale in studio con l'introduzione di cori ed effetti realizzati con il pianoforte. Durante l'Absolution Tour i Muse rielaborarono il brano adattandolo alla chitarra ed estendendo il bridge con un assolo di chitarra passando successivamente ad un filler molto basso, per permettere a Bellamy di passare dalla chitarra al pianoforte. La versione del singolo contiene sia la chitarra che il pianoforte ma l'assolo di chitarra viene ridotto, ottenendo così una riduzione dell'intermezzo e della lunghezza complessiva del brano (da 5:02 passò a 4:48). Inoltre la versione radiofonica esclude l'intero interludio eseguito al pianoforte, portando la canzone ad una durata di 4:20.
Il CD singolo contiene un software per il missaggio, l'U-Myx Enhanced Section che permetteva ai fan di remixare a proprio piacimento il brano. Una volta realizzato il remix, si poteva caricarlo sul sito ufficiale del singolo per partecipare ad un concorso che permetteva di vincere un iPod mini, merchandising e memorabilie autografate del gruppo. Il lato B dell'edizione 7" è l'esecuzione dal vivo che i Muse eseguirono al Glastonbury Festival del 2004, evento in cui pochi minuti dopo il concerto il padre del batterista del gruppo Dominic Howard morì per un attacco cardiaco.

## Video musicale
Il videoclip del brano è un alternarsi di filmati del gruppo che esegue il brano in diversi concerti tra i quali il Glastonbury Festival durante l'Absolution Tour. Le immagini sono state rielaborate con colori sgargianti e palazzi in costruzione aggiunti digitalmente.

## Cover
Una cover del brano è stata eseguita in chiave pop dal pianista William Joseph ed inserita nel suo album Within, pubblicato nel 2004.

## Tracce
Testi di Matthew Bellamy, musiche di Matthew Bellamy, Dominic Howard e Chris Wolstenholme.
CD promozionale (Francia, Regno Unito)
1. Butterflies & Hurricanes (Radio Edit) – 4:20
2. Butterflies & Hurricanes (Full Length Version) – 4:59

CD singolo (Benelux, Francia, Regno Unito)
1. Butterflies & Hurricanes (Remix with Additional Guitars Full Length) – 5:00
2. Sing for Absolution (Radio 2 Acoustic Performance) – 4:32
3. U-Myx Enhance Section (Interactive software that allows you to remix Butterflies and Hurricanes)

7" (Regno Unito)
- Lato A

1. Butterflies & Hurricanes (Remix with Additional Guitars Full Length) – 5:02

- Lato B

1. Butterflies & Hurricanes (Live at Glanstonbury 2004) – 6:16

DVD (Benelux, Francia, Regno Unito)
1. Butterflies & Hurricanes (Remix with Additional Guitars Full Length) – 5:00
2. Butterflies & Hurricanes (Video) – 4:34
3. The Groove in the States (Video)
4. Raw Video Footage (Video)

Download digitale
1. Butterflies & Hurricanes – 5:01
2. Butterflies & Hurricanes (Remix with Additional Guitars Full Length) – 5:00
3. Butterflies & Hurricanes (Live at Glastonbury 2004) – 6:16
4. Sing for Absolution (Acoustic Radio 2) – 4:32

## Formazione
Gruppo
- Matthew Bellamy – voce, chitarra, tastiera, arrangiamento strumenti ad arco
- Chris Wolstenholme – basso, cori
- Dominic Howard – batteria, percussioni

Altri musicisti
- Audrey Riley – arrangiamenti strumenti ad arco
- Paul Reeve – cori aggiuntivi

## Classifiche
| Classifica (2000)          | Posizione massima |
| -------------------------- | ----------------- |
| Francia                    | 70                |
| Irlanda                    | 38                |
| Paesi Bassi                | 29                |
| Regno Unito                | 20                |
| Regno Unito (rock & metal) | 2                 |